# Primula parryi
Primula parryi är en viveväxtart som beskrevs av Asa Gray. Primula parryi ingår i släktet vivor, och familjen viveväxter. Inga underarter finns listade i Catalogue of Life.

## Bildgalleri

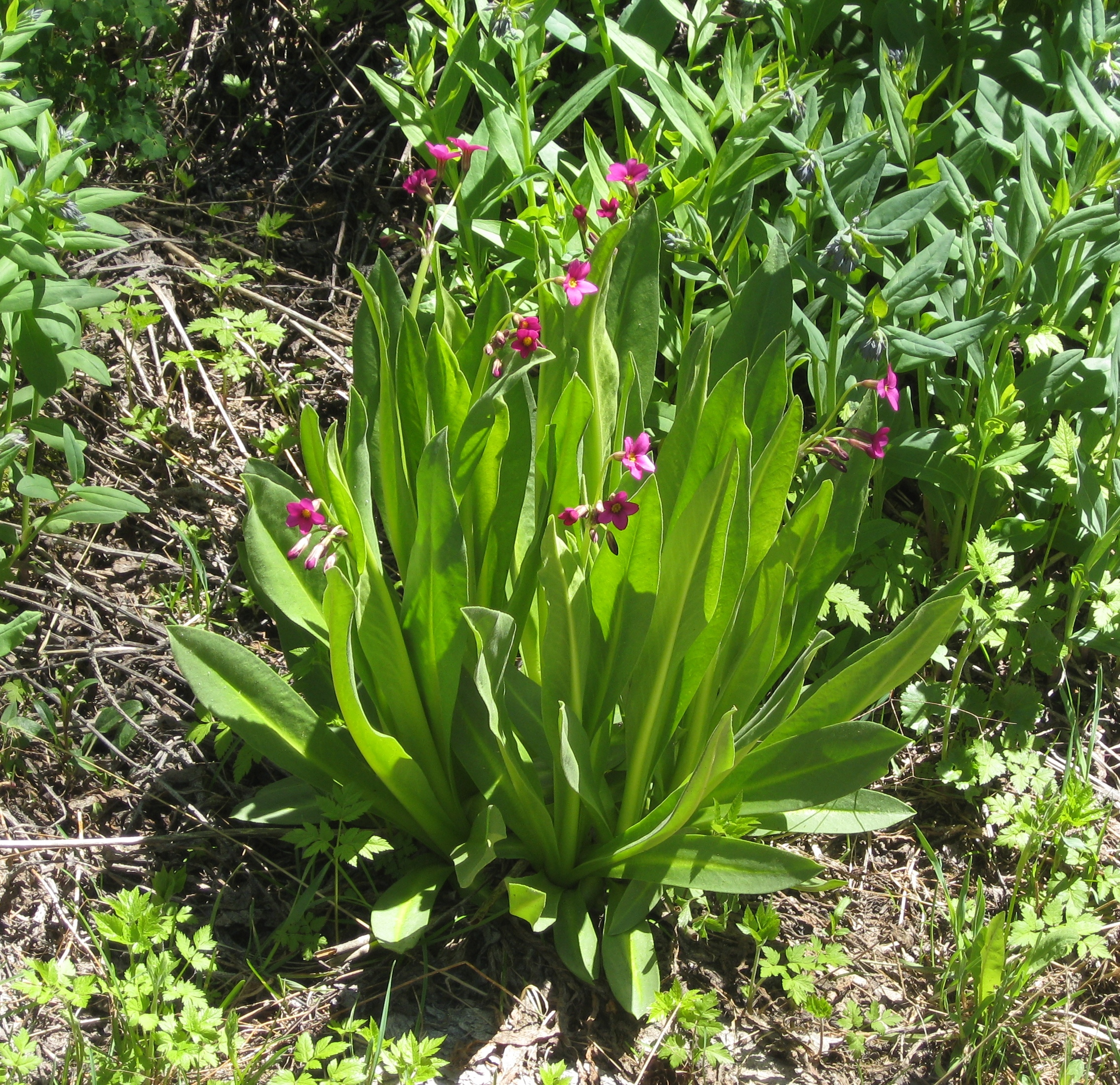
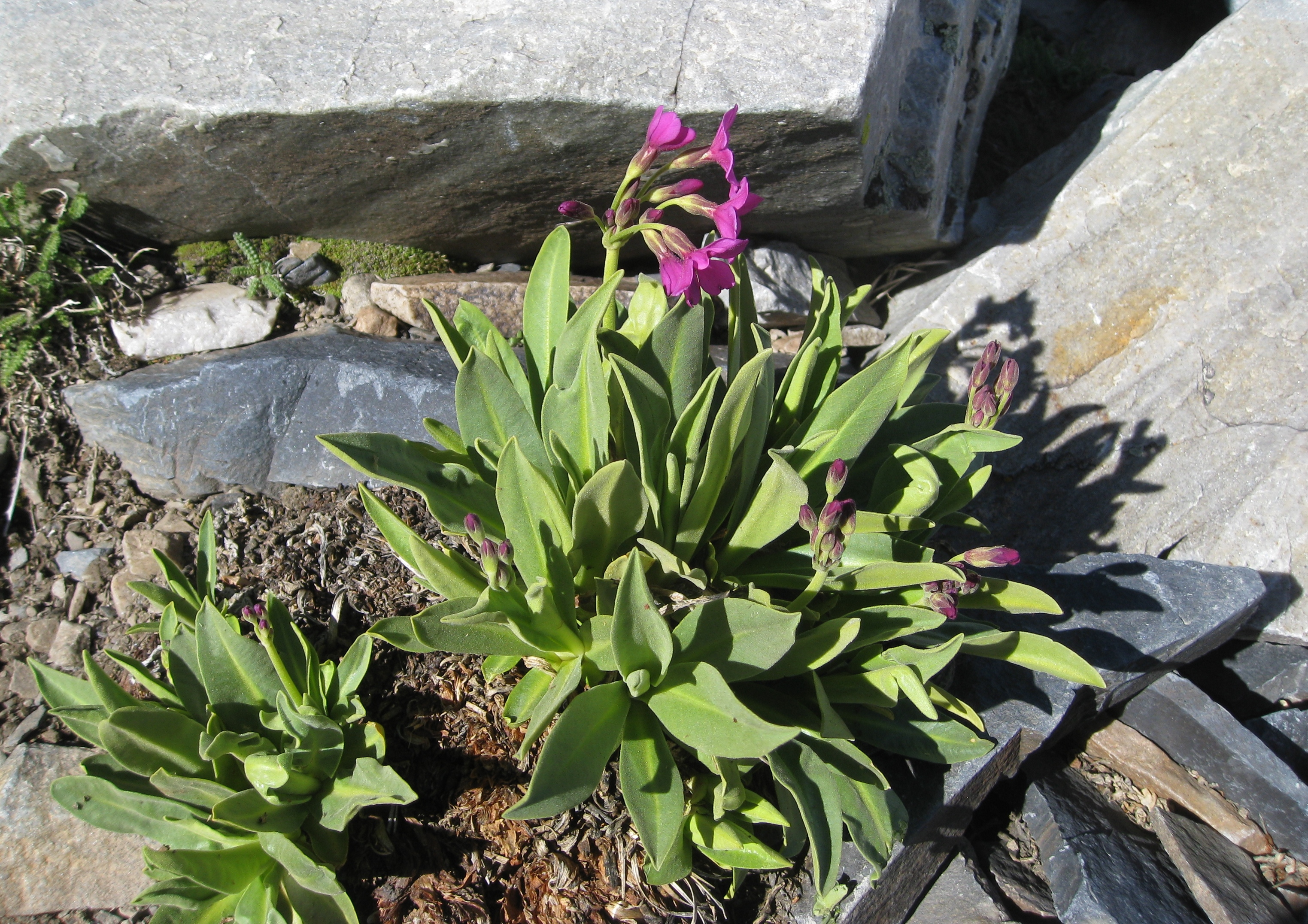
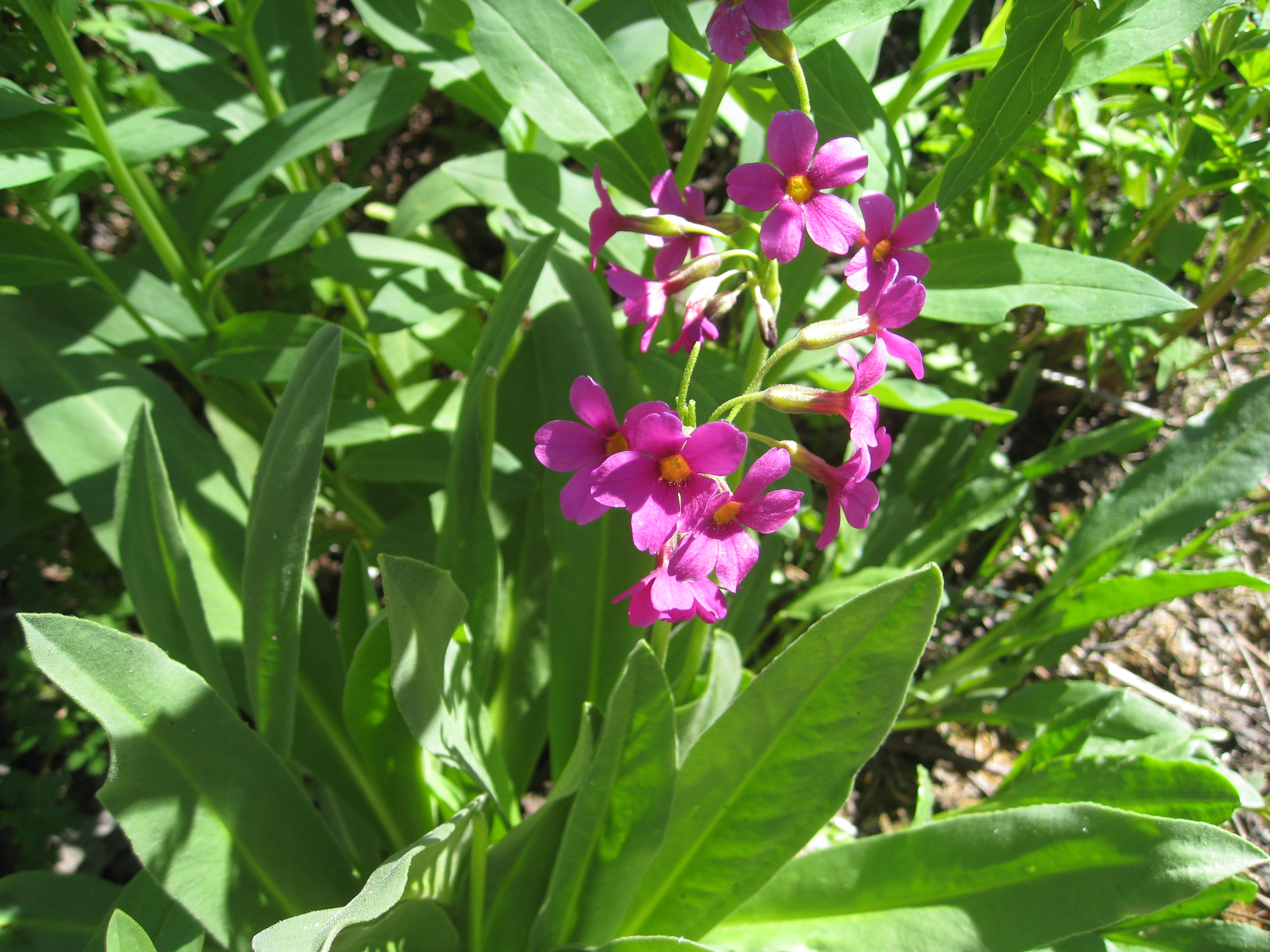
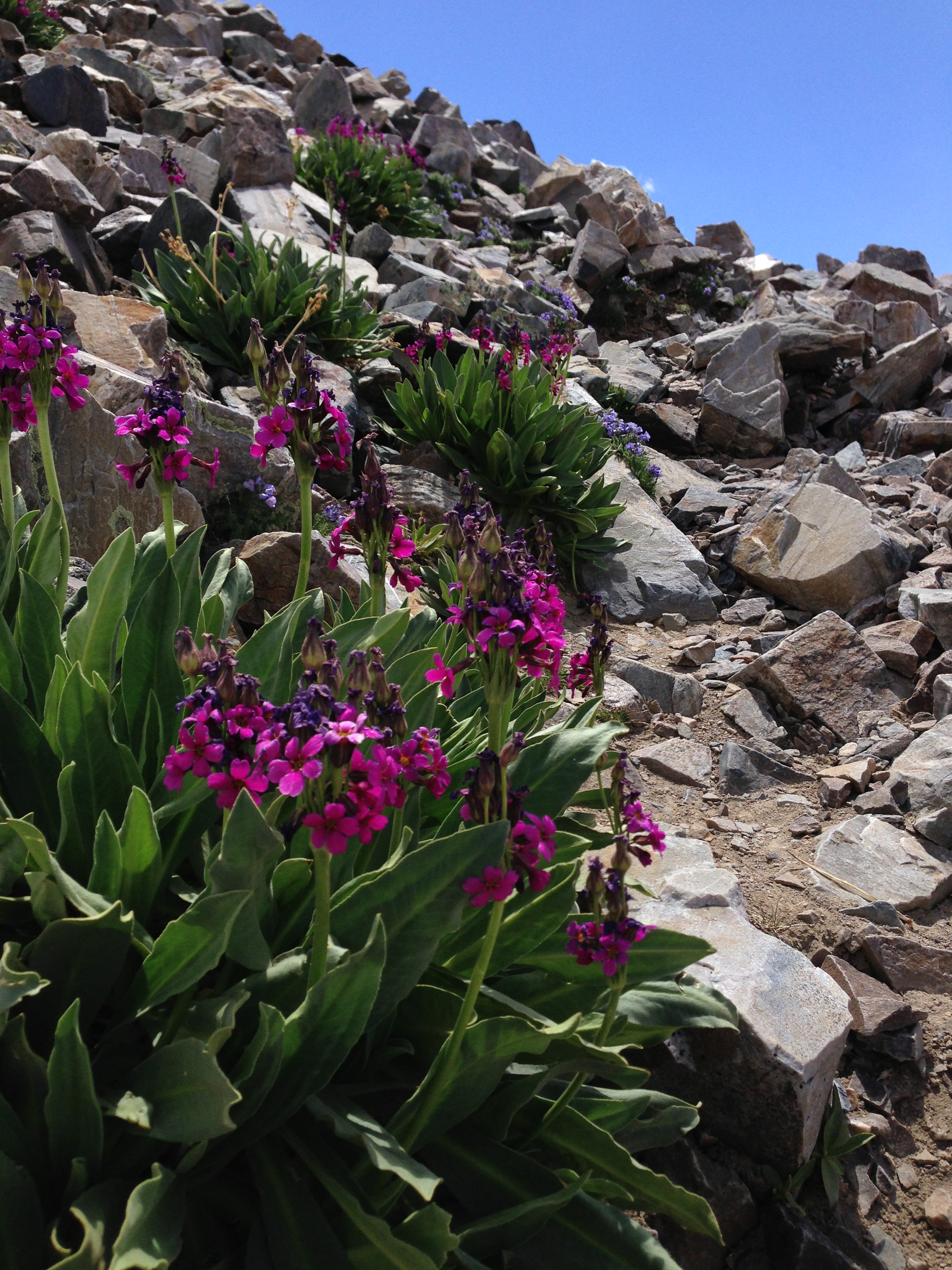
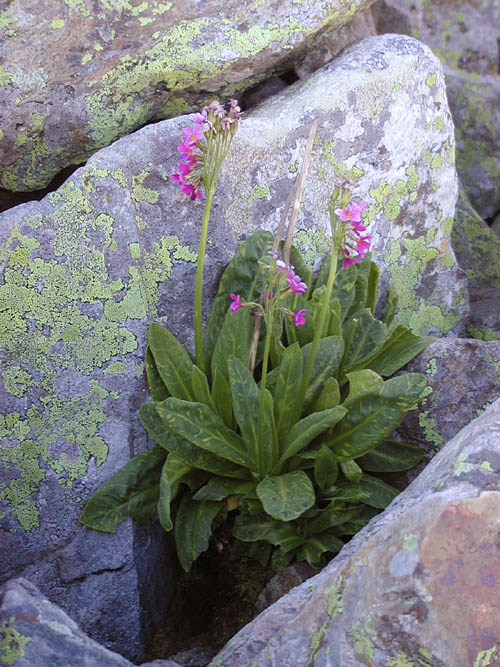
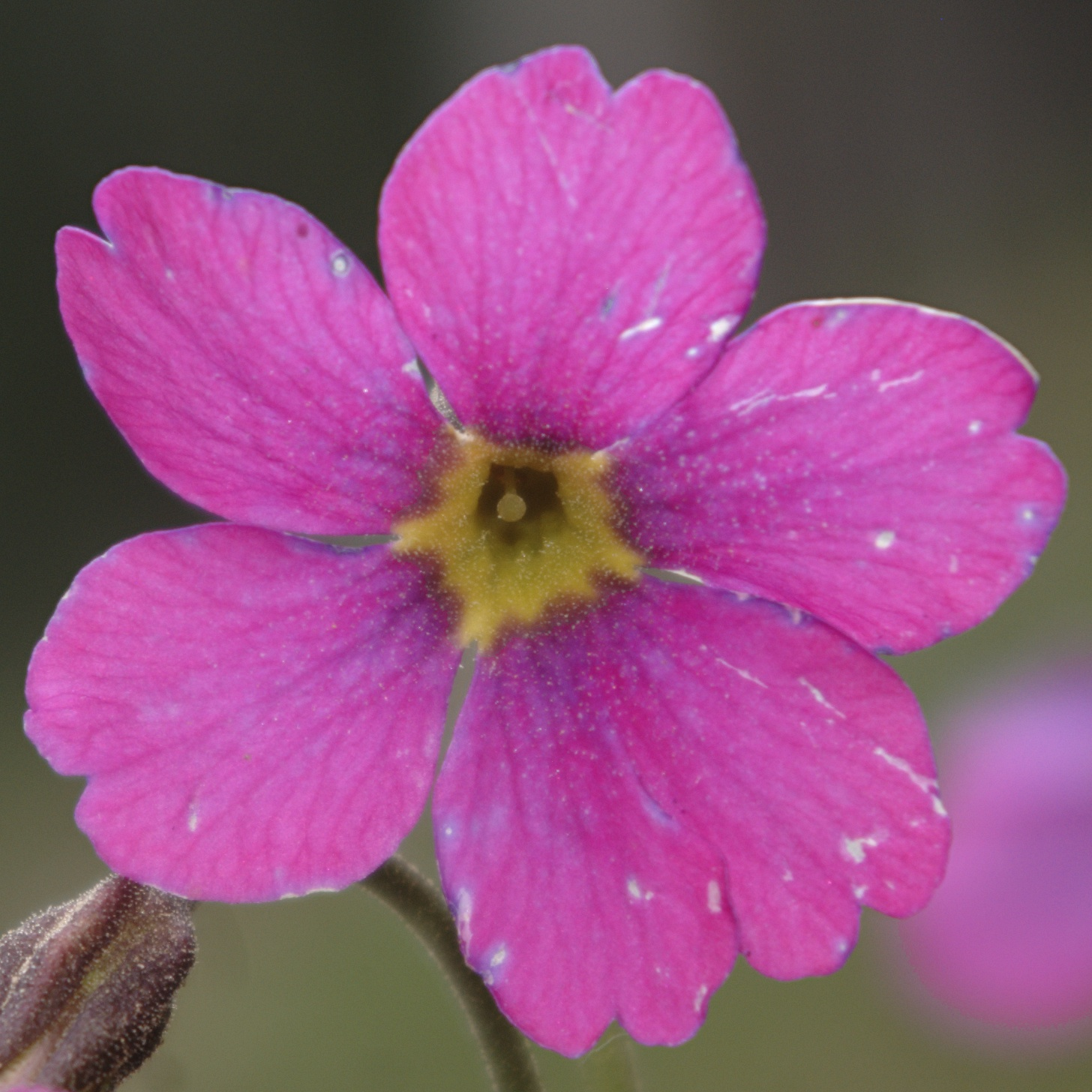